# Radclyffe Hall
Radclyffe Hall (12 d'agost de 1880, Dorset– 7 d'octubre de 1943, Londres) fou una poeta i novel·lista anglesa, coneguda sobretot per The Well of Loneliness (1928), novel·la pionera de la literatura lèsbica.

## Vida i novel·les
Nascuda en un família benestant, Marguerite Radclyffe Hall fou ignorada pels seus pares després que se separessin quan ella era una infant. No obstant això, donada la capacitat econòmica de la família, cursà estudis al King's College de Londres i després anà a Alemanya per completar-los.
La primera novel·la de Hall, The Unlit Lamp, és la història de Joan Ogden, una noia jove que somia instal·lar-se en un pis a Londres amb la seva amiga Elizabeth i estudiar per esdevenir metgessa, però se sent atrapada per una mare absorbent.
El primer èxit notable arribà amb Adam's Breed (1926), una novel·la de caràcter místic sobre algú que ho abandona tot per anar a viure com un ermità dins el bosc, amb la qual obtingué el Prix Femina i el James Tait Black Prize.
L'obra més coneguda de Hall fou The Well of Loneliness, l'única de les seves novel·les que mostra obertament relacions lèsbiques i que provocà un gros rebombori en la societat britànica d'aleshores, i fins i tot arribà a obrir-se un procés per obscenitat, a conseqüència del qual n'hagueren de ser destruïts tots els exemplars.

## Obra seleccionada

### Novel·la
- The Forge (1924)
- The Unlit Lamp (1924)
- A Saturday Life (1925)
- Adam's Breed (1926)
- The Well of Loneliness (1928)
- The Master of the House (1932)
- Miss Ogilvy Finds Herself (1926)
- The Sixth Beatitude (1936)

### Poesia
- The Forgotten Island (1915)
- Dedicated to Sir Arthur Sullivan (1894)
- A Sheaf Of Verses: Poems (1908)
- Twixt Earth And Stars (1906)
- Poems of the Past & Present (1910)
- Songs of Three Counties and Other Poems (1913)
- Rhymes and Rhythms (1948)